# Azori-szigeteki forrópont

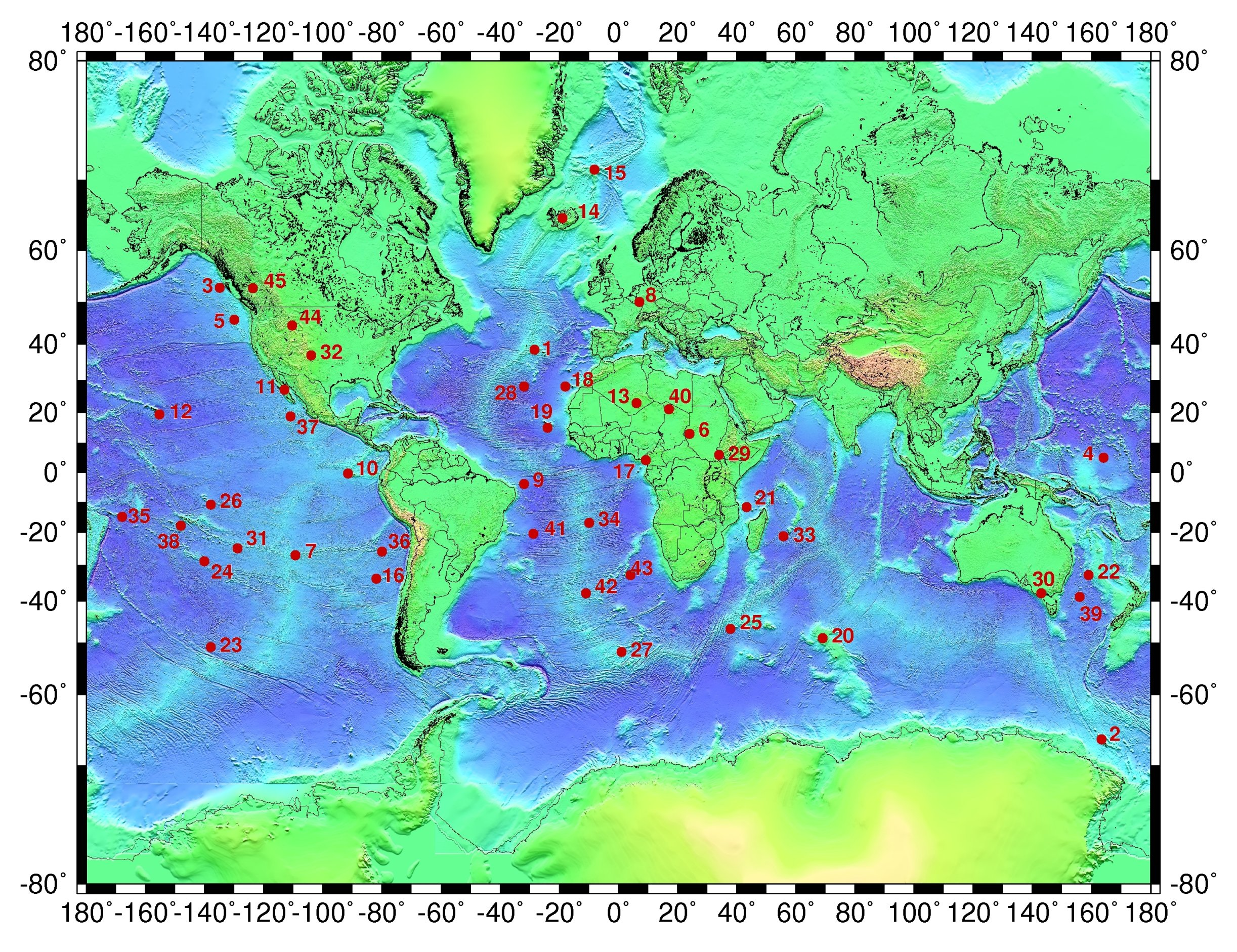
Az Azori forrópontot az alábbi térképen az 1. szám jelöli.

Az Azori-szigeteki forrópont egy forrópont a Közép-Atlanti-hátság keleti oldalán. Magát a forrópontot geokémiai és gravitációs tényezők jelzik, valamint a tengermélység csökkenése.

## Geológia
A terület az Azori-platóból és az Azori-szigetekből áll. Utóbbiak nagyjából 7 millió éve jöttek létre vulkanizmus révén. Összesen kilenc sziget alkotja a csoportot. A forrópont három tektonikus lemez találkozásánál fekszik: az észak-amerikai, az eurázsiai és az afrikai lemezénél. Ez okozza a forróponttal összeköthető nagyszámú vulkáni jelenségek összességét.

## Az Azori plató
Az Azori-szigetek a platón találhatóak. A plató egy megvastagodott óceánkérget jelent, ami mintegy 20 millió éve jött létre. A területen mintegy 250-300 km mélységben negatív sebességű S-hullámokat figyeltek meg. Ezt valószínűleg a platót létrehozó köpenycsóva okozza. Nem zárható azonban ki, hogy a szokatlan vulkanizmusért mindössze a három lemez találkozása lehet a felelős.

## A forrópont és a hátság kapcsolata
A Közép-Atlanti-hátság egy távolodó lemezszegély mentén alakult ki. A hátság mentén folyamatos a magma feláramlása, ami vonulatokat és felszíni vulkanizmust okoz. A felhalmozódást, amilyen például az Azori-szigetek alatt van, nevezték el forró pontnak. A gravitációs mezőt vizsgálva kimutatták, hogy itt a kéreg vastagsága a szokásosnak mintegy másfélszerese, és így a szétterülő gerinc megemelkedik.
A forrópont aszimmetrikus észak-déli irányban. A kéreg a gerincen valószínűleg magmás és tektonikus folyamatok révén jön létre, előbbihez az anyag a rövidéletű magmakamrákból származik. A túlzott olvadéktermelődés miatt azonban az élettartam meghosszabbodhatott, ez okozza a felboltozódást és a kéreg megvastagodását. Ugyanakkor a hátság is befolyásolhatta a plató fejlődését, felvetődött ugyanis, hogy a hátság terjedési vonulatai is létrehozhatták a fő vulkáni gerinceket.

## Fordítás
Ez a szócikk részben vagy egészben  az   Azores hotspot című angol Wikipédia-szócikk ezen változatának fordításán alapul.  Az eredeti cikk szerkesztőit annak laptörténete sorolja fel. Ez a jelzés csupán a megfogalmazás eredetét és a szerzői jogokat jelzi, nem szolgál a cikkben szereplő információk forrásmegjelöléseként.